# Tornafort
Tornafort es una localidad de la comarca del Pallars Sobirá, en la provincia de Lérida, en la comunidad autónoma de Cataluña, España. Es una entidad local menor perteneciente al municipio de Soriguera.
La localidad está situada en la parte central del término municipal, encima de un montículo en la vertiente norte de la montaña de Baén, en un puerto por donde pasa el camino que comunica Malmercat y el valle de la Noguera Pallaresa (a través de la carretera local LV-5131) con Puigforníu y Soriguera, a través de un vial asfaltado. 
Está enmarcado en el sur por el cerro del Puial (1914 m s. n. m.). Los bosques del término se encuentran dentro de los límites del parque natural del Alto Pirineo.
En 2010 contaba con 36 habitantes, siendo el cuarto núcleo más poblado del municipio, después de Vilamur, Les Llagunes y Baro.
Su iglesia, dedicada a Santa Paloma, depende de la de Malmercat.
Históricamente formó parte del vizcondado de Vilamur. La entidad municipal descentralizada se creó el 20 de julio de 2004.